# 北普拉加区
北普拉加區（波蘭語：Praga-Północ，波蘭語發音：[ˈpraɡa ˈpuwnɔt͡s]）是波蘭首都華沙的一個區，位於華沙市中心。普拉格是華沙歷史最古老的地區之一。18世紀末期，普拉格地區正式被劃入華沙。1945年，普拉加被分為北普拉加和南普拉加兩個地區。

## 外部連結
- 维基共享资源上的相關多媒體資源：北普拉加区
- Praga Północ Travel Guide（页面存档备份，存于）
- Praga Północ District